# Reichenstraßenfleet

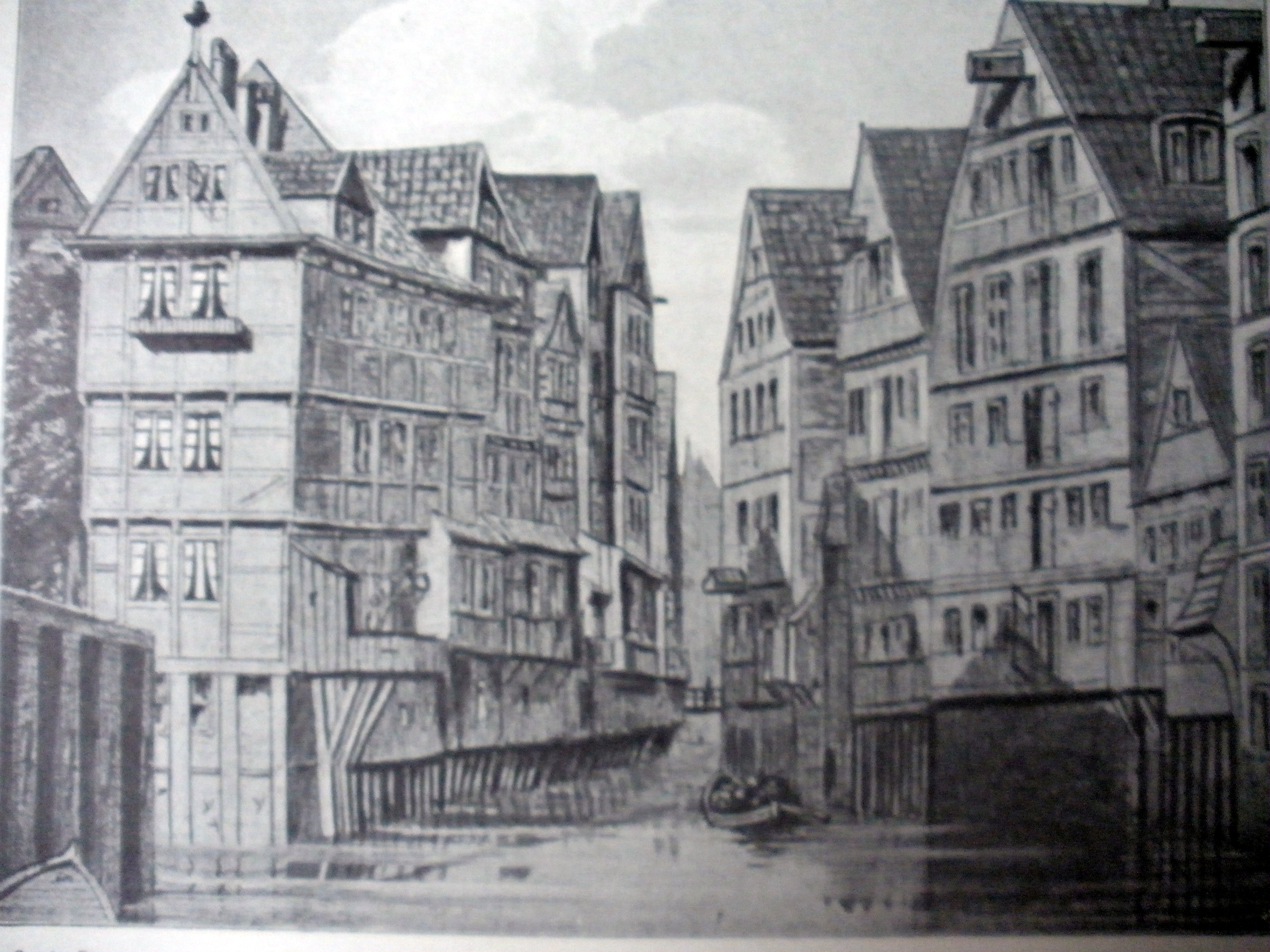
Reichenstraßenfleet auf Höhe der Kleinen Reichenstraße, um 1850; Blick vom Hopfensack Richtung Westen

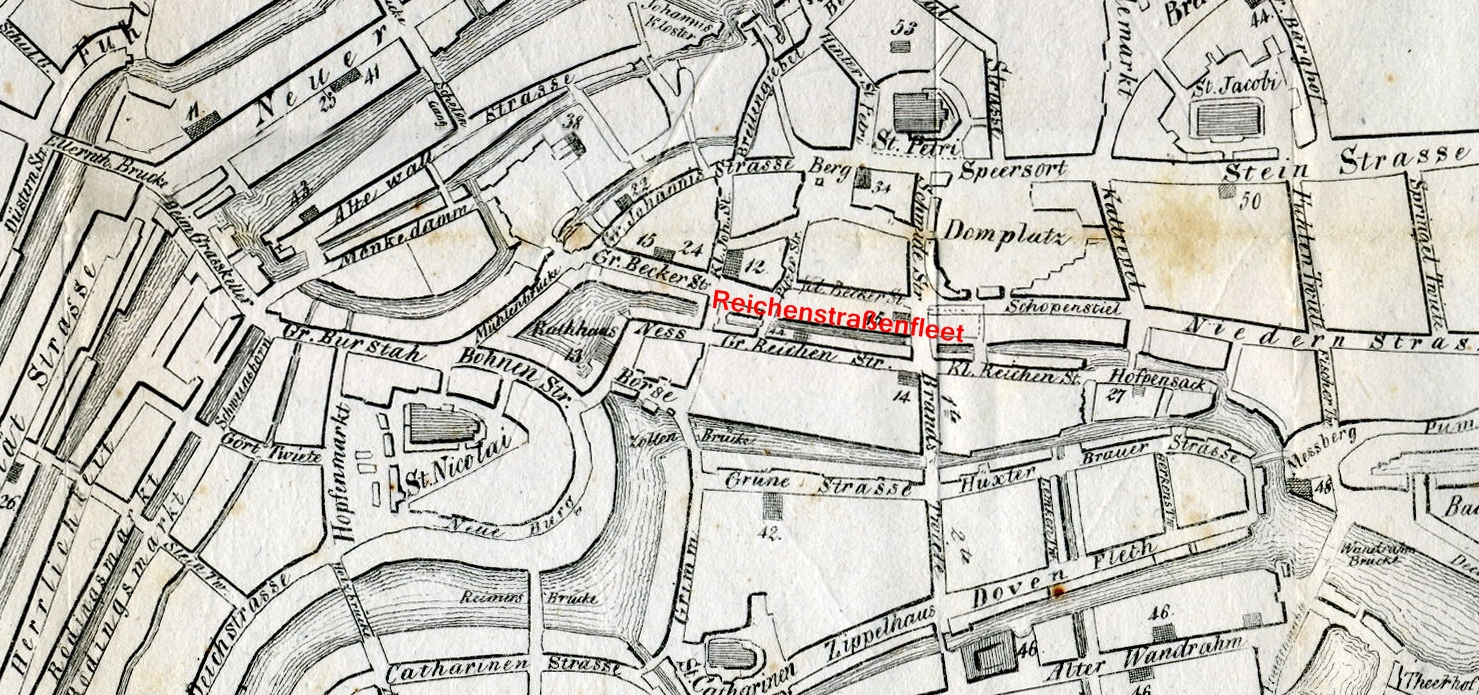
Lage des Reichenstraßenfleets in der Hamburger Altstadt, 1813

Das Reichenstraßenfleet war ein Fleet in der Hamburger Altstadt. In der älteren Literatur wird es oft als Mündungsarm der Bille zur Alster gedeutet, heute geht man eher davon aus, dass es sich um einen Seitenarm (Priel) der Elbe handelte. Im 9. Jahrhundert lagen an diesem Wasserlauf die ersten Hafenanlagen der frühen Hamburger Siedlung, die auf einer unmittelbar nördlich gelegenen Geesthöhe entstanden war. Im heutigen Straßenbild Hamburgs sind diese Gegebenheiten insbesondere am Anstieg vom Alten Fischmarkt und Hammaburg-Platz zur Petrikirche nachvollziehbar. Der Hafen war ein etwa 120 Meter langer und sechs Meter breiter hölzerner Landungssteg mit Pfosten und Flechtwerk, der sich vom ersten Marktplatz der Siedlung, dem späteren Fischmarkt, bis zum Dornbusch zog. Im 12. Jahrhundert wurde der Hafen in die Alsterschleife – das heutige Nikolaifleet – bei der Trostbrücke verlagert.
Das Reichenstraßenfleet trennte bis ins 19. Jahrhundert die Altstadt von der Reichenstraßeninsel und verlief vom Brauerstraßenfleet beim Meßberg über etwa 500 Meter westlich und mündete in das Nikolaifleet. Der Mündungsbereich wurde auch Bäckerstraßenfleet genannt. Auf historischen Karten sind bereits ab dem 13. Jahrhundert zwei Brücken am Fischmarkt und eine Brücke am westlichen Ende, etwa bei der späteren Börsenbrücke eingezeichnet. Der Bau der Rolandsbrücke, die das Fleet beim Dornbusch überquerte, ist für 1342 verzeichnet, es folgten 1564 die Kattrepelsbrücke beim Hopfensack und 1843 die Benennung der westlichen Brücke als Börsenbrücke.
1877 wurde das Reichenstraßenfleet zugeschüttet, um eine bessere Verbindung zwischen dem Rathaus und dem neuen Berliner Bahnhof zu schaffen. Die entstandene Straße wurde mit Häuserzeilen bebaut, die heute die nördliche Seite der Großen und Kleinen Reichenstraße bilden und zum Teil erhalten sind. Die Namen der Brücken blieben in den Straßennamen, die nun nicht mehr über Wasser führen, bestehen.